# T'Boli
T'Boli (Bayan ng T'Boli) är en kommun i Filippinerna. Kommunen ligger på ön Mindanao, och tillhör provinsen Södra Cotabato. Folkmängden uppgår till 60 693 invånare.
T'Boli är indelat i 25 barangayer.